# Michel Charifzadeh
Michel Charifzadeh (* 30. April 1973 in Stuttgart) ist ein promovierter Ökonom und Hochschulprofessor. Er lehrt und forscht an der ESB Business School der Hochschule Reutlingen.

## Lebenslauf
Charifzadeh ist seit 2011 Professor für Rechnungswesen und Controlling an der ESB Business School der Hochschule Reutlingen und von 2012 bis 2024 leitete er dort den Studiengang International Business (B. Sc.). Davor hatte er fünf Jahre lang eine Professur für Corporate Finance und Financial Accounting an der IU (IUBH Internationalen Hochschule Bad Honnef-Bonn) inne. Er verfügt über umfangreiche Lehrerfahrung sowohl national als auch international, insbesondere in englischer Sprache, auf den Gebieten Corporate Finance, International Financial Accounting, Management Accounting & Controlling, Wertorientierte Unternehmenssteuerung, Unternehmensbewertung sowie Mergers & Acquisitions. Neben seiner Tätigkeit als Professor arbeitet er parallel als Trainer und Dozent in verschiedenen Weiterbildungseinrichtungen. Prof. Charifzadeh veröffentlicht regelmäßig in international renommierten wissenschaftlichen Zeitschriften und ist Co-Autor von mehreren Lehrbüchern im Bereich Controlling. Er ist Mitglied im Editorial Review Board des Journal of Accounting & Organizational Change.
Seine akademische Ausbildung umfasst ein Studium der Wirtschaftswissenschaften und Betriebswirtschaftslehre in Stuttgart (Hohenheim), München (LMU) und Halmstad (Schweden). Nach Abschluss seines Diplom-Kaufmanns im Jahr 1999 an der Ludwig-Maximilians-Universität München begann er seine akademische Laufbahn als wissenschaftlicher Assistent an der EBS Universität für Wirtschaft und Recht. Dort unterrichtete und veröffentlichte er in den Bereichen Corporate Finance, Mergers & Acquisitions und Corporate Restructuring. Im Jahr 2002 wurde ihm der Doktorgrad verliehen.
Vor seiner akademischen Karriere war Charifzadeh bei der Siemens AG im Bereich Corporate Finance/Mergers & Acquisitions tätig. Dort betreute er zahlreiche Unternehmenskäufe und -verkäufe für Siemens, unter anderem im Telekommunikations-, Finanzdienstleistungs- und Logistiksektor.

## Schriften (Auswahl)
- Taschner A., Charifzadeh, M. (2023). Management Accounting in Supply Chains, 2nd edition, Wiesbaden: Springer-Gabler 2023.[5]
- Hansen, S., Charifzadeh, M., & Herberger, T. (2023). The impact of IFRS 9 on the cyclicality of loan loss provisions. Journal of Corporate Accounting & Finance, Vol. 35, No. 2, S. 37–49. doi:10.1002/jcaf.22669
- Dreesmann, S., Herberger, T., Charifzadeh, M. (2023). The Commitment of Traders (CoT) Report as a Trading Signal? Short-Term Price Reversals and Market Efficiency in the US-Futures Market. International Journal of Financial Markets and Derivatives. Vol. 9, Nos.1/2, S. 76–113, doi:10.1504/IJFMD.2023.129093.
- Leukhardt, L., Charifzadeh, M., Diefenbach, F. (2022). Does integrated reporting quality matter to capital markets? Empirical evidence from voluntary adopters. Corporate Social Responsibility and Environmental Management. Vol. 29, No. 5, S. 1482–1494, doi:10.1002/csr.2285.
- Charifzadeh, M., Herberger, T., Högerle, B., Ferencz, M. (2021). Working Capital Management und dessen Rolle als Instrument zur Rentabilitäts- und Unternehmenswertsteuerung: Eine empirische Untersuchung über deutsche Blue Chips. Die Unternehmung, 75. Jg., Nr. 4, S. 576–592, doi:10.5771/0042-059X-2021-4-576.
- Ruh, C., Charifzadeh, M. & Herberger, T.A. (2020). Bilanzierung von Initial Coin Offerings (ICO) nach IFRS aus Sicht des Emittenten. Die Wirtschaftsprüfung (WPg). 73. Jg., Nr. 20, S. 1237–1245.
- Taschner A., Charifzadeh, M. (2020). Management accounting in supply chains – what we know and what we teach. Journal of Accounting and Organizational Change. Vol. 16, No. 3, S. 369–399, doi:10.1108/JAOC-01-2019-0001.
- Wahl, A., Charifzadeh, M. & Diefenbach, F. (2020). Voluntary Adopters of Integrated Reporting – Evidence on Forecast Accuracy and Firm Value. Business Strategy and the Environment. Vol. 29, No. 6, S. 2542–2556, doi:10.1002/bse.2519.
- Charifzadeh, M., Taschner A. (2017). Management Accounting and Control - Tools and Concepts in a Central European Context, Weinheim: Wiley-VCH 2017.[6]
- Taschner A., Charifzadeh, M. (2016). Management and Cost Accounting - Tools and Concepts in a Central European Context, Weinheim: Wiley-VCH 2016.[7]
- Charifzadeh, M., Taschner A. & Betache, A. (2013). Werttreiber Lean Production. Controlling & Management Review. Nr. 2, 2013, S. 48–57.
- Charifzadeh, M. (2002). Corporate Restructuring. Ein wertorientiertes Entscheidungsmodell, zugelassene Dissertation EUROPEAN BUSINESS SCHOOL 2001, Lohmar/Köln 2002.